# آنشار
آنشار (𒀭𒊹 AN.ŠAR₂، آشوری نو : ) یکی از خدایان بین‌النهرینی بود که پادشاه خدایانی آغازین محسوب می‌شد. او به شکلی گسترده پرستش نمی‌شد. او را پدر آنو می‌دانستند. در هزارهٔ نخست پیش از دوران مشترک، نام او به عنوان نماد لوگوگرافیِ راس خدایان در پانتئون دولت آشوری (آشور) در نظر گرفته شد. در برخی از فهرست‌های خدایان، مانند آن = آنوم و متون ادبی، شامل انوما الیش، از او یاد شده است.  

## نام و شخصیت
نام آنشار در خط میخی به صورت AN.ŠÁR نوشته می‌شد. در زبان سومری می‌توان آن را به «همه آسمان» معنا کرد. به عقیده بنجامین آر. فاستر، او را همراه با کیشار تشخیصِ حلقهٔ افق (نماد تمامیت آسمان و زمین) در نظر می‌گرفتند. در بین‌النهرین این باور وجود داشت که او در آفرینش جهان و سایر خدایان نقش داشته است. او را خدایی آغازین می‌دانستند. در نتیجه، آنشار شخصیتی انتزاعی بود که گسترده پرستش نمی‌شد.
تئونیمی (اسم خاص خدایان) که در فهرست واژگان به صورت آنشارگال آمده است، گونه‌ای از نام آنشار محسوب می‌شود.

## ارتباط با سایر خدایان
الهه کیشار («همه زمین») در جایگاه همسر آنشار بود. آنها در انوما الیش با همدیگر ظاهر می‌شوند و نیز متن جن‌گیری Gattung A (به دنبال قراردادی که توسط اریش ابلینگ
 وضع شده بود) با فراخوانی هر دو آغاز می‌شود. با این وجود، در رشته یادداشت‌های نجومی متاخر (لوح BM 68593 در موزهٔ بریتانیا)، کیشار دیگر همسر ستاره گودانا (mulgud-an-na) است که با عنوان «انلیلِ شوروپاک» توصیف می‌شود.

### آنشار و آنو
آنشار را می‌توان پدر آنو دانست. او یکی از خدایان متعلق به اصطلاحاً «تئوگونیا آنو» است، اصطلاحی مرسوم که در آشورشناسی برای اشاره به فهرست‌های اجداد آنو به کار می‌رود. آنها معمولاً نسبت به شمارش‌های شناخته‌شده‌تر اجداد انلیل، کمتر به صورت قاعده‌داری هستند، و در بسیاری از موارد آلالا و بلیلی به جای آنشار و کیشار، والدین آنو هستند. قدیمی‌ترین گواهی از سنتی که آنشار را به عنوان پدر آنو معرفی می‌کند، صورت ابتداییِ بابلی باستان از فهرست خدای آن = آنوم است، اما هیچ اشارهٔ دیگری به آن از این دوره شناخته نشده است.
آنو و آنشار می‌توانند به طور متناوب با یکدیگر معادل باشند. یک فهرست خدا با عبارت آغازین آنشار = آنو در هزارهٔ اول پیش از دوران مشترک رایج بود. در شعر دوزبانهٔ ستایش ایشتار، آنشار در نسخهٔ اکدی با آنو  مطابقت دارد و کیشار نیز به طور مشابه نشانگر آنتو است. در آن = آنوم (لوح ۱، سطر ۸) آنشار  برابر با هم آنو و هم آنتو است (da-nu-um u da-n-tu). نمونه‌های بیشتری از متن‌های عالمانهٔ مختلف از اوروک مربوط به پس از دوره نئوبابلی در دسترس است که در آنان dAN.ŠÁR(.GAL) به عنوان نمایش لوگوگرافیک نام آنو استفاده می‌شود. با این حال، جولیا کرول تأکید می‌کند که معادل‌سازی خداییان با پدرانشان، گمانه‌زنی‌هایی است که عمدتاً در فهرست‌های خدا معمول است و لزوماً بر حوزهٔ آیین تأثیری نداشته است.

### آنشار و آشور
همانطور که برای اولین بار در منابع مربوط به دوران سلطنت سارگون دوم گواهی شده است، در آشور لوگوگرام AN.ŠÁR می‌توانست برای نشان دادن نام رئیس خداییان در پانتئون دولتی، آشور، استفاده شود (تنها صورت ابتداییِ احتمالی، کتیبه‌ای مهره‌ای از دوران سلطنت توکولتی-نینورتای اول یا توکولتی-نینورتای دوم است). در زمان سناخریب، این روش نگارشِ مرسوم نامِ آشور شد. هدف از این معادل‌سازی، اثبات برتری آشور بر مردوک بود، که در پرتو تبارشناسی خداییانِ ارائه شده در انوما الیش، از نوادگان آنشار بود.
پل-آلن بولیو پیشنهاد می‌کند که لوگوگرام AN.ŠÁR همچنین در متون اوروکِ نئو-بابلی به آشور اشاره دارد. او اشاره می‌کند که این موارد نشان می‌دهند AN.ŠÁR به طور فعال پرستش می‌شد، که اگر این نام به خدایی ازلی اشاره داشته باشد، غیرمعمول خواهد بود. یک زیارتگاه کوچک که به AN.ŠÁR اختصاص داده شده در منابع مربوط به دوره‌های نئو-بابلی و اوایل هخامنشی گواهی شده است، اما مشخص نیست که چه زمانی آیین او در شهر آغاز شده است. این آیین ممکن است در اصل یا در زمانی که شهر تحت کنترل امپراتوری نئو-آشوری بود، یا بعداً توسط گروهی از مهاجران آشوری تأسیس شده باشد. در صورت اول، پرستش آشور در اوروک به احتمال زیاد منعکس‌کنندهٔ یک اتحاد سیاسی بین نخبگان محلی و دولت آشور است، زیرا هیچ مدرکی مبنی بر تحمیل آیین او در هیچ یک از شهرهای بابلی وجود ندارد.
بولیو استدلال می‌کند که یکی دانستن آنشار و آشور علاوه بر این به منظور تسهیلِ برابر قرار دادن دومی با آنو بوده است. او اظهار می‌کند که این موضوع ممکن است به دلیل افزایش اهمیت آنو در پانتئون محلی اوروک از قرن پنجم پیش از دوران مشترک به بعد بوده باشد. جولیا کرول با این پیشنهاد مخالف است و اشاره می‌کند که اگرچه این احتمال وجود دارد که در اوروک، روحانیون احتمالاً برابری بین آنشار و آشور را پذیرفته باشند، اما هیچ مدرکی وجود ندارد که نشان دهد آشور با آنو مرتبط بوده است، یا اینکه ایده‌های الهیاتی مربوط به او بر آیین آنو تأثیر گذاشته باشد.
پیوتر اشتاینکلر خاطرنشان می‌کند که ارتباط بین آنشار و آشور می‌تواند توضیح دهد که چرا کاکا، خدایی که عمدتاً در بین‌النهرین علیا و نه در بابل پرستش می‌شد، به عنوان پیام‌آور آنشار در انوما الیش ظاهر می‌شود.

## اساطیر

### انوما الیش
نقش آنشار در شجره‌نامهٔ مرسوم آنو منجر به ادغام او در انوما الیش شد. متن به صراحت بیان نمی‌کند که آیا او و کیشار فرزندان لاهمو و لاهامو هستند، یا در مقابل، دومین جفتِ فرزندان آپسو و تیامات هستند. با این حال، تفسیر اول صحیح در نظر گرفته می‌شود. آنشار برای مدتی در مقام پادشاه خدایان ایفای نقش می‌کند. نوه‌اش اِئا خبر می‌دهد که تیامات در حال برنامه‌ریزی بر ضد خدایان جوانتر است. سپس، آنشار ائا را سرزنش می‌‌کند و پیدا کردن راه حل را بر دوش او می‌گذارد. پس از شکست او، آنشار، آنو را برای حل مشکل می‌فرستد، اما او نیز به طور مشابه ناموفق است. اِئا سرانجام او را متقاعد می‌کند که تنها خدایی که می‌تواند تیامات را شکست دهد، پسرش، مردوک، است. سپس آنشار، خدمتکار خود، کاکا، را فرا می‌خواند تا لاهمو و لاهامو را از تصمیم خود برای تکیه بر مردوک مطلع کند. پس از پیروزی، مردوک به عنوان پادشاه جدید خدایان جایگزین آنشار می‌شود. آنشار اولین خدایی است که نام‌های جدیدی به مردوک می‌دهد. او بیان می‌کند که مردوک با نام آسالوهی شناخته خواهد شد و متعاقباً در کنار لاهمو و لاهامو در نام‌گذاری‌های بیشتر شرکت می‌کند.
در یک نسخهٔ آشوری از انوما الیش، که تنها از طریق تعدادی رونوشت ناقص متأخر از آشور و نینوا شناخته شده است (این رونوشت‌ها به طور آزمایشی به دوران سلطنت سناخریب تاریخ‌گذاری می‌شوند) لوگوگرام AN.ŠÁR هم برای اشاره به خود آنشار و هم برای اشاره به آشور استفاده می‌شود. در این نسخه، آشور جایگزین مردوک به عنوان شخصیت اصلی داستان می‌شود، اما همچنین با خدای آغازین مذکور نیز یکی دانسته می‌شود. همانطور که ویلفرد جی. لمبرت اشاره کرده است، این تغییر «سطحی» است و «با نسبت دادن نقش مردوک به جد بزرگش، بدون هیچ تلاشی برای رفع سردرگمی ناشی از آن، طرح داستان را در هرج و مرج رها می‌کند.» این بازنویسی ممکن است در یک تفسیر آشوری متأخر از انوما الیش مورد اشاره قرار گرفته باشد، که بیان می‌کند آنشار «زمانی که آسمان و جهان زیرین هنوز خلق نشده بودند» اما «شهر و خانه وجود داشتند» به وجود آمد، که نقش مردوک (و بنابراین آشور) را دقیق‌تر از خود آنشار منعکس می‌کند.
یک تفسیر رمزی که بخش‌هایی از انوما الیش را با مناسک آیینی مختلف بابل مرتبط می‌کند، روایتگر آن است که فرستادن آنو توسط آنشار برای رویارویی با تیامات، با جشن‌هایی که طی آن ماندانو به خورساگکالاما (کیش) می‌رفت، مطابقت دارد.

### سایر تصنیف‌ها
به آنشار به طور گذرا در اسطورهٔ انلیل و سود و در سرودی برای هایا از دوران سلطنت ریم-سین اول اشاره شده است.
آنشار در فهرست‌های متعدد از شخصیت‌های شکست‌خوردهٔ آغازین در کنار آساگ، انمِشارا، لوگالدوکوگا، کینگو و دیگران ظاهر می‌شود. چنین برشمردن‌هایی در تعدادی از متن‌های تفسیری یا آیینی گنجانده شده است. در یک مورد، آنشار در این بافتار با خدای کوچک دنیای زیرین، آلا، برابر دانسته شده است.
یک سرود سلطنتی از دوران پادشاهی نبوکدنصر اول که بر ایجاد ارتباط بین او و انمدورانکی، پادشاه اسطوره‌ای سیپار، تمرکز داشت، به طور گذرا از آنشار نام می‌برد و از شوزیانا به عنوان خواهر او یاد می‌کند.
اسطوره‌ای که تنها از پنج قطعهٔ مربوط به دورهٔ سلوکی یا اشکانی شناخته شده است (چهار قطعه از آنها از یک نسخه هستند) به آنشار به عنوان پدر آنو اشاره دارد. اگرچه بازسازی متن همچنان نامشخص است، اما این احتمال وجود دارد که شرح مرگ او به دست انکی و نیناماکالا باشد، که نشان می‌دهد روایتی از جانشینی را حفظ کرده است که در آن اعضای فعالِ مورد پرستش در پانتئون بین‌النهرین، نسلی از خدایان آغازین را عزل می‌کنند.
اشاره‌ای به آنشار در نقل قولی از اودموس رودسی شناسایی شده که توسط فیلسوف نئو-افلاطونی داماسکیوس حفظ شده است و طبق آن در کیهان‌شناسی بابلی، شخصیت‌هایی به نام آسوروس و کیساره والدین آنوس (آنو)، ایلینوس (انلیل) و آئوس (اِئا) بوده‌اند. فرض بر این است که اودموس به منبعی تکیه کرده که مرتبط با سنتی است که در انوما الیش روایت شده، اما با آن یکسان نیست.

## یادداشت
1. ↑  با این حال، در نسخه سلطان‌تپهٔ اسطوره نرگال و ارشکیگال کاکا به جایش پیام‌آور آنو است.[۲۲]
2. ↑  این الهه در این تصنیف به عنوان خواهر انکی مورد خطاب قرار گرفته است، اما در سایر متن‌ها فقط از فهرست خدایان سلطان‌تپه شناخته می‌شود، جایی که پس از نانایا و تاشمتوم می‌آید.[۴۴] ویلفرد جی. لمبرت پیشنهاد داد که او با نانایا همتا در نظر گرفته شود.[۵]

## واژگان
1. ↑  Benjamin R. Foster
2. ↑  Anshargal
3. ↑  Erich Ebeling
4. ↑  Julia Krul
5. ↑  Piotr Steinkeller
6. ↑  Kakka
7. ↑  Wilfred G. Lambert
8. ↑  Mandanu
9. ↑  Ḫursagkalamma
10. ↑  Haya
11. ↑  Lugaldukuga
12. ↑  Alla
13. ↑  Ninamakalla
14. ↑  Assōros
15. ↑  Kissarē
16. ↑  Anos
17. ↑  Illinos
18. ↑  Aos